# ناشر أحمر بصاق
الناشر الأحمر البصَّاق (الاسم العلمي:Naja pallida) هي نوع من الزواحف تتبع جنس الناشرات الحقيقية من فصيلة العرابيد.